# Terpsichore

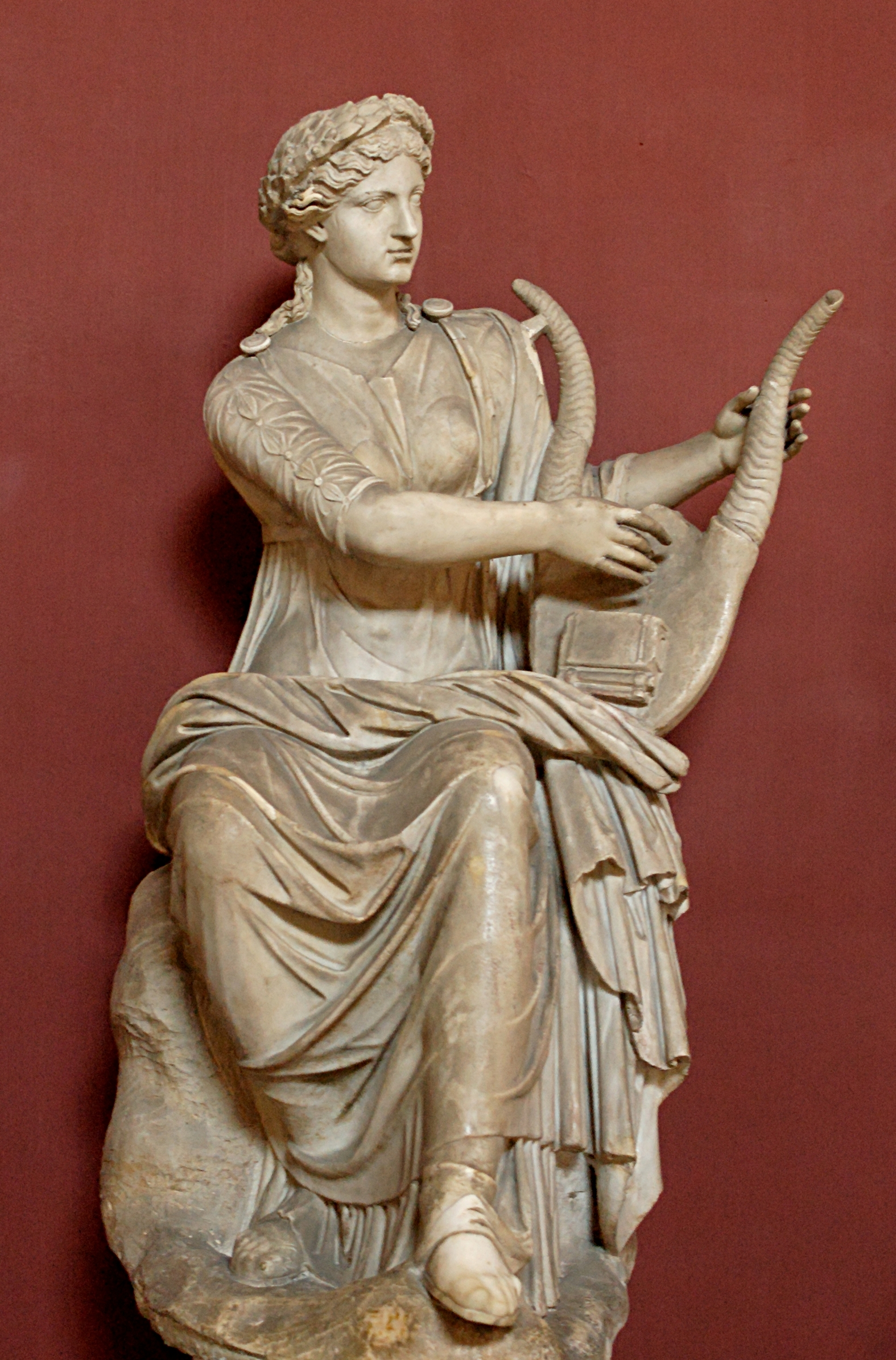
Römische Marmorstatue der Terpsichore aus dem 2. Jahrhundert im Museo Pio-Clementino.

Terpsichore (altgriechisch Τερψιχόρη Terpsichórē, deutsch ‚die Reigenfrohe, die Tanzfreudige‘; deutsch Betonung auf dem i: Terpsichore) ist eine der neun Musen, die allesamt Töchter des Zeus und der Mnemosyne sind. Sie ist die Muse der Chorlyrik und des Tanzes und hat ihren Namen nach Ansicht mancher antiker Schriftsteller daher, dass sie ihre Liebhaber mit den Verführungen vergnügte, die von der Gelehrsamkeit herkommen. Sie soll zuerst das Tanzen und nach anderen Schönen Künsten die Wissenschaften erfunden haben.

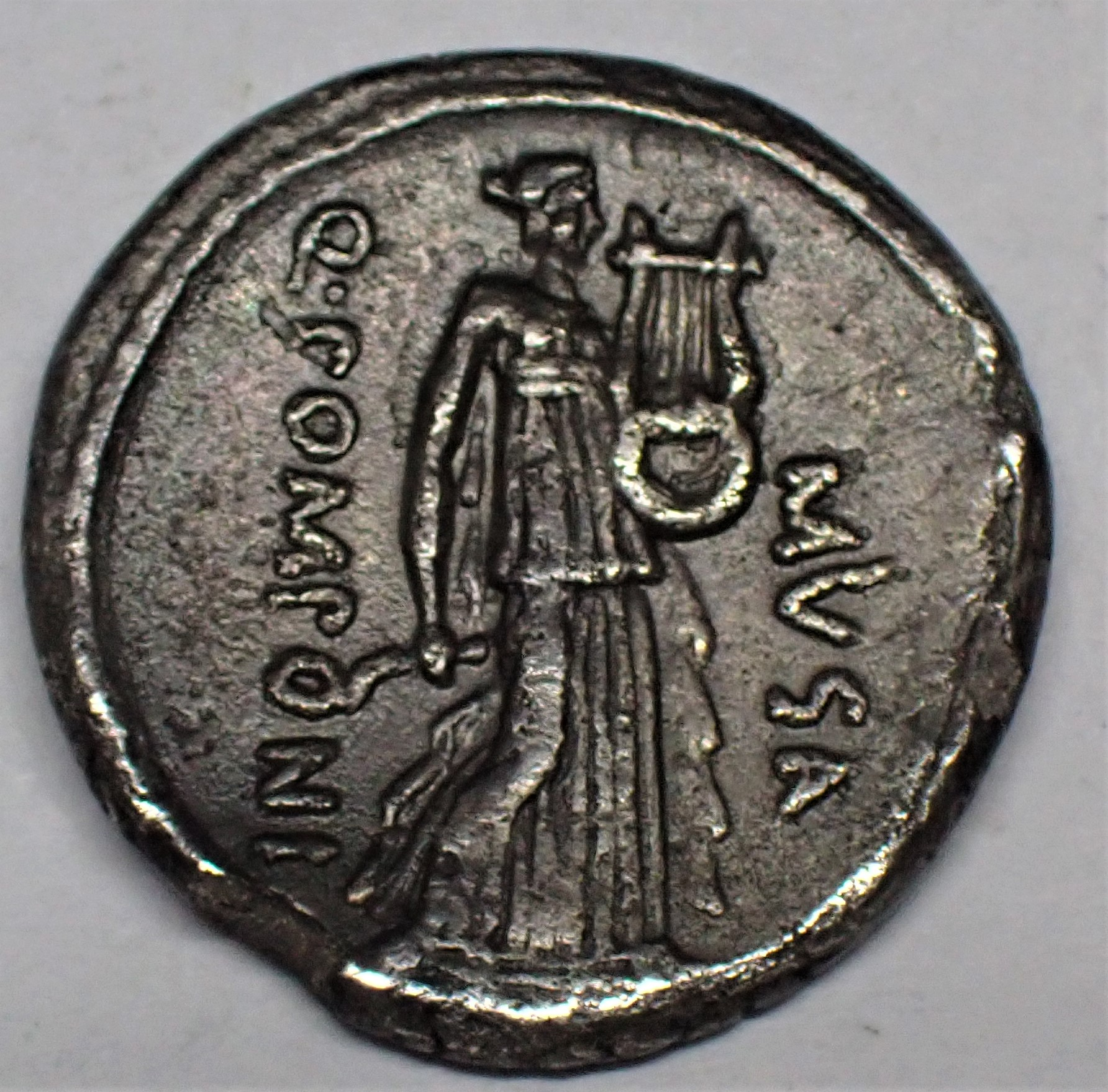
Denar des Pomponius Musa, 66 v. Chr., mit Terpsichore mit Plektrum und Lyra

In einigen Quellen wird sie als Mutter der Sirenen mit dem Flussgott Acheloos gesehen. Ihr Name rührt aus den griechischen Wörtern τέρπειν térpein, deutsch ‚erfreuen, ergötzen‘ und χορός chorós, deutsch ‚Reigen, Tanz‘. In diesem Sinne steht ihr Name auch heute noch Pate für eine Vielzahl von Tanzsportvereinen.
Terpsichore wird als eine mit Blumen bekränzte Nymphe in leichtem Gewand, mit munterer Gebärde und als tanzende oder sitzende Jungfrau abgebildet. Gewöhnlich wird sie mit dem Attribut der Lyra (einer Leier) und einem Plektrum dargestellt und beschrieben.